# Art Gallery of South Australia

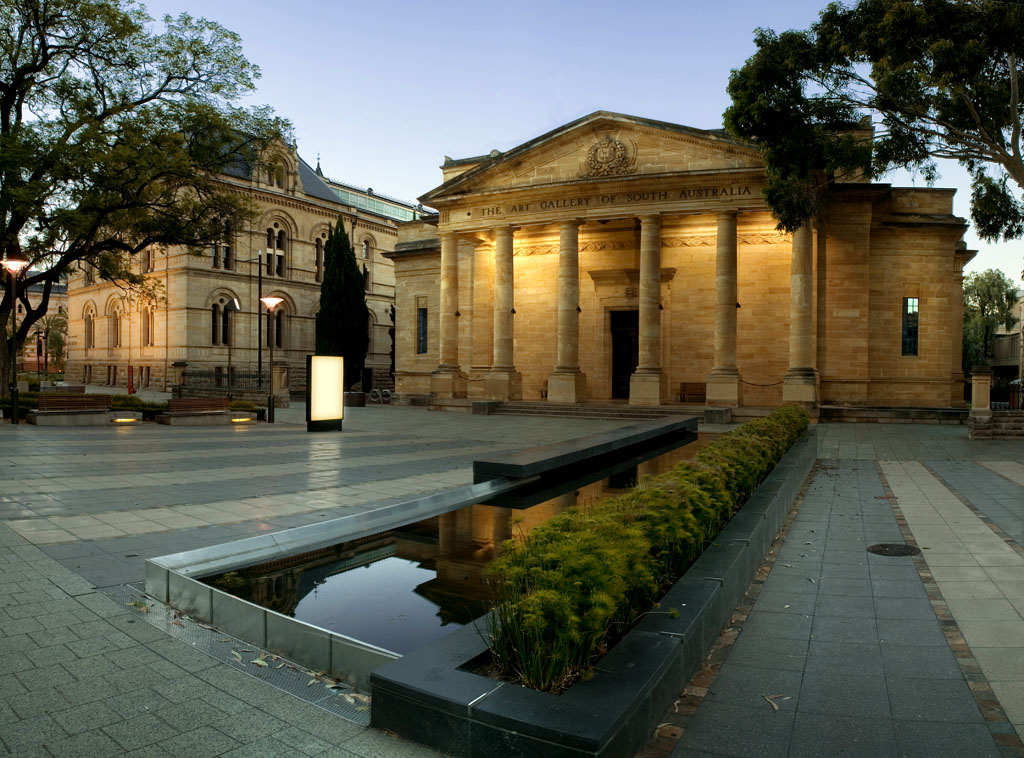
Art Gallery of South Australia

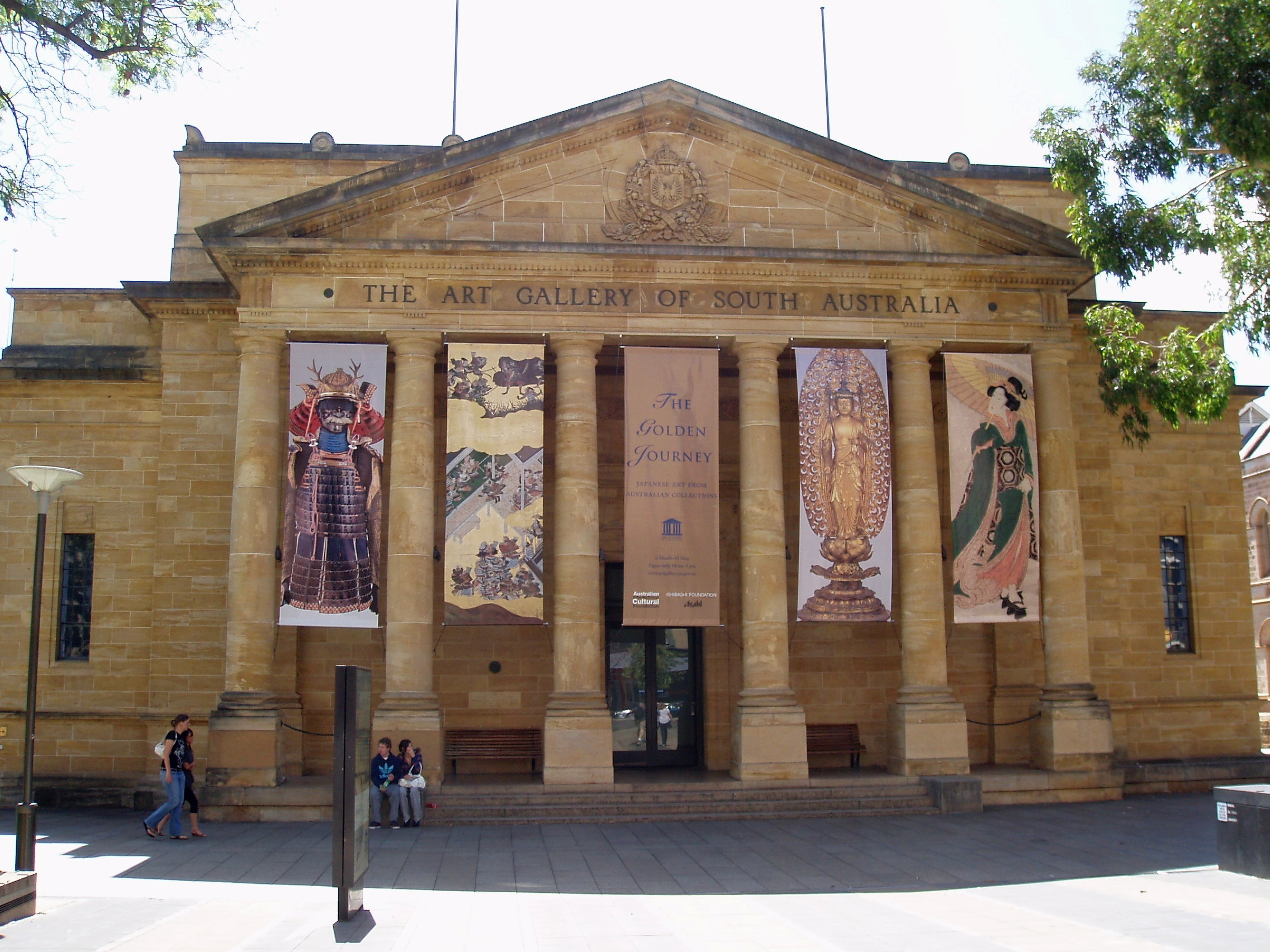
Gebäude des Kunstmuseums

Die Art Gallery of South Australia befindet sich in Adelaide und zählt mit 38.000 Werken zu den größten Kunstsammlungen Australiens.

## Sammlung
Die 1881 gegründete Sammlung reicht von der antiken römischen bis in die heutige Zeit. Sie umfasst Werke aus Australien, Europa, Nordamerika und Asien. Gezeigt werden Gemälde, Skulpturen, Druckgrafiken, Fotografien, künstlerisch gestaltete Textilien, Keramiken, Glas- und Metallarbeiten und Juwelen.
Die ausgestellte australische Kunst umfasst Werke von 1800 an und die Kunst der Aborigines. Gezeigt wird auch die Kunst aus Europa vom späten 15. Jahrhundert bis in die heutige Zeit, ferner Kunstwerke aus Großbritannien sowie aus 12 Ländern Asiens, darunter Kambodscha, der Volksrepublik China, Indien, Indonesien, Iran, Japan, Thailand und Vietnam.
1922 begann dieses Kunstmuseum als erstes Museum in Australien Werke zur Kunst der Fotografie zu sammeln. Das Museum führt als einziges Museum in Australien einen Raum zur Islamischen Kunst.

## Baulichkeiten
Das Kunstmuseum gibt es seit 1881 und das erste Gebäude dieses Museums wurde in den frühen 1900er Jahren eröffnet. 1936 wurden die beiden Melrose Wings und ein weiterer Gebäudeflügel im Jahr 1962 auf der Rückseite wie auch im März 1996 der West Wing hinzugefügt.
Im West Wing befindet sich die Ausstellung zur gegenwärtigen Kunst, ein Buchgeschäft, Restaurant sowie weitere Räumlichkeiten. 
Die Art Gallery liegt auf der North Terrace und in der Nähe befinden sich State Library of South Australia, South Australian Museum und University of Adelaide.